# 214 (liczba)
214 (dwieście czternaście) – liczba naturalna następująca po 213 i poprzedzająca 215.

## W matematyce
- 214 – liczba złożona[1] (z rozkładem na czynniki pierwsze 2 * 107[1]) i liczba 37-kątna[2].
- 214!! – 1 to 205-cyfrowa liczba pierwsza[3].
- Jedenasta liczba doskonała 2106 ×(2107 −1) ma 214 dzielników[4].
- Liczba obszarów, na które podzielona jest figura utworzona z rzędu 5 przystających prostokątów, poprzez narysowanie przekątnych wszystkich możliwych prostokątów[5]